# Müüsleri
Müüsleri est un village de la commune de Kareda du comté de Järva en Estonie.
Au 31 décembre 2011, il compte 83 habitants.